# Rolf Aldag
Rolf Aldag (Beckum, 25 agosto 1968) è un dirigente sportivo, ex ciclista su strada e pistard tedesco.
È stato attivo come professionista dal 1991 al 2005, vincendo il titolo nazionale in linea nel 2000 e numerose sei giorni su pista; dal 2007 ricopre incarichi di direttore sportivo per formazioni professionistiche.

## Carriera
Passato professionista nel 1991 con la Helvetia-La Suisse, ha in seguito, per tredici stagioni consecutive dal 1993 al 2005, vestito la divisa del Team Telekom, divenuto negli anni per ragioni di sponsor Deutsche Telekom e T-Mobile. In carriera ha svolto perlopiù ruoli di gregariato per corridori come Bjarne Riis, Erik Zabel e Jan Ullrich, prendendo parte per dieci volte al Tour de France e per quattordici ai campionati del mondo su strada. Negli anni ha comunque ottenuto alcune vittorie di rilievo, tra cui una tappa al Tour de Romandie 1993, una al Tour de Suisse 1997 e il titolo nazionale in linea nel 2001.
Attivo anche nel ciclismo su pista, ha vinto diverse Sei giorni, molte delle quali proprio insieme a Erik Zabel. Tra i risultati ottenuti spiccano gli otto successi alla Sei giorni di Dortmund, un record condiviso con Patrick Sercu.
Terminata la carriera da ciclista, al termine della stagione 2005, Rolf Aldag ha poi partecipato a diverse gare di triathlon. Nel 2006 ha completato la maratona di Amburgo in 2h42' e l'Iron Man di Lanzarote (Isole Canarie), concludendo 50º con un tempo di 10h22'14".
Nel 2007 è stato assunto dalla squadra T-Mobile per sostituire Rudy Pevenage, coinvolto nell'Operación Puerto, come direttore sportivo. Negli anni seguenti, fino al 2011, ha collaborato con la direzione sportiva del Team High Road, noto in quegli anni, per ragioni di sponsor, anche come Team Columbia e HTC. Dal 2016 al 2019 è invece ds per il Team Dimension Data, nel 2020 per la squadra femminile Canyon-SRAM Racing, nel 2021 per la Bahrain Victorious e dal 2022 per la Bora-Hansgrohe.
Il 24 maggio 2007 Aldag ha confessato, insieme all'ex compagno di squadra Erik Zabel, di aver assunto eritropoietina dal 1995 al 1999, quando militava nella Deutsche Telekom. Tale confessione ha avuto origine dalle dichiarazioni dell'ex massaggiatore della squadra, il belga Jef d'Hont, sul giornale tedesco Der Spiegel.

## Palmarès

### Strada
- 1989 (Dilettanti)

5ª tappa Route du Sud (Pamiers > Leucate)
- 1990 (Dilettanti)

5ª tappa Vuelta a Cuba
10ª tappa Vuelta a Cuba
1ª tappa, 2ª semitappa Tour du Vaucluse (Entraigues-sur-la-Sorgue > Pertuis)
5ª tappa Route du Sud (Marmande > Mérignac)
- 1991

3ª tappa Tour DuPont (Arlington > Arlington)
8ª tappa Tour DuPont (Hot Springs > Winche)
4ª tappa, 2ª semitappa Tour of Britain (Manchester > Liverpool)
Schynberg Rundfahrt Sulz
- 1992

4ª tappa Tour DuPont
- 1993

4ª tappa Giro di Romandia (Champéry > Vevey)
- 1994

2ª tappa Hofbrau Cup
Classifica generale Hofbrau Cup
- 1995

3ª tappa Tour du Limousin (Bretenoux > Chaumeil)
- 1996

3ª tappa Tour du Limousin (Brive-la-Gaillarde > Saint-Yrieix-la-Perche)
- 1997

7ª tappa Giro di Svizzera (Zugo > Wetzikon)
3ª tappa Grand Prix Tell (Glarona > Pfaffnau)
- 1998

Continentale Classic
- 1999

Classifica generale Giro di Baviera
2ª tappa Giro di Germania (Eisleben > Goslar)
Großer Preis von Buchholz
- 2000

Campionati tedeschi, Prova in linea
- 2001

7ª tappa Giro di Germania (Offenburg > Freudenstadt)
- 2002

1ª tappa Giro di Baviera (Füssen > Füssen)
- 2003

Sparkassen Giro Bochum
- 2004

3ª tappa Rheinland-Pfalz-Rundfahrt (Coblenza > Bad Marienberg)

### Pista
- 1991

Sei giorni di Dortmund (con Danny Clark)
- 1995

Sei giorni di Dortmund (con Danny Clark)
- 1996

Sei giorni di Dortmund (con Erik Zabel)
- 1998

Sei giorni di Dortmund (con Silvio Martinello)
- 2000

Sei giorni di Dortmund (con Erik Zabel)
- 2001

Sei giorni di Berlino (con Silvio Martinello)
Sei giorni di Dortmund (con Erik Zabel)
- 2002

Sei giorni di Berlino (con Silvio Martinello)
- 2004

Sei giorni di Dortmund (con Scott McGrory)
- 2005

Sei giorni di Dortmund (con Erik Zabel)

## Piazzamenti

### Grandi Giri
- Giro d'Italia

1993: 70º
- Tour de France

1992: ritirato
1993: 56º
1994: 38º
1995: 58º
1996: 83º
1997: 51º
1998: 43º
2002: 72º
2003: 94º
2004: 69º
- Vuelta a España

1995: ritirato
1999: 38º
2000: 52º
2001: 59º
2002: 82º
2005: 43º

### Competizioni mondiali
- Campionati del mondo su strada

Stoccarda 1991 - In linea Professionisti: ritirato
Benidorm 1992 - In linea Professionisti: ritirato
Oslo 1993 - In linea Professionisti: ritirato
Agrigento 1994 - In linea Elite: 45º
Tunja 1995 - Cronometro Elite: 18º
Duitama 1995 - In linea Elite: ritirato
Lugano 1996 - In linea Elite: ritirato
Valkenburg 1998 - In linea Elite: 29º
Verona 1999 - In linea Elite: ritirato
Plouay 2000 - In linea Elite: 36º
Lisbona 2001 - In linea Elite: ritirato
Zolder 2002 - In linea Elite: 68º
Hamilton 2003 - In linea Elite: 58º
Verona 2004 - In linea Elite: 65º
Madrid 2005 - In linea Elite: 63º
- Giochi olimpici

Atlanta 1996 - In linea: 28º
Sydney 2000 - In linea: 24º